# Огнян Герджиков
Огнян Герджиков (нар. 19 березня 1946) — болгарський політичний діяч.

## Життєпис
Випускник Софійського університету, почав свою кар'єру, працюючи викладачем на юридичному факультеті в 1979 році. З 1994 року професор правознавства.
З 5 липня 2001 року по 4 лютого 2005 року, працював головою болгарського парламенту. Він був членом парламенту двічі (як обраний від списку NDSV).
Він є володарем престижного Ордена «Стара планина», отримавши його від президента Георгія Пирванова.
Окрім рідної болгарського, він також володіє німецькою та російською. його хобі — настільний теніс, футбол і подорожі. Він одружений і має одну дитину.
З 24 січня по 4 травня 2017 року — голова службового уряду Болгарії.